# Cardiocladius australiensis
Cardiocladius australiensis är en tvåvingeart som beskrevs av Freeman 1961. Cardiocladius australiensis ingår i släktet Cardiocladius och familjen fjädermyggor. Inga underarter finns listade i Catalogue of Life.